# Berrueco
Berrueco – gmina w Hiszpanii, w prowincji Saragossa, w Aragonii, o powierzchni 19,5 km². W 2011 roku gmina liczyła 42 mieszkańców.